# Toxomerus vierecki
Toxomerus vierecki är en tvåvingeart som först beskrevs av Charles Howard Curran 1930.  Toxomerus vierecki ingår i släktet Toxomerus och familjen blomflugor.
Artens utbredningsområde är Colombia. Inga underarter finns listade i Catalogue of Life.